# جويل غلازر
جويل غلازر (بالإنجليزية: Joel Glazer)‏ هو شخصية أعمال ورائد أعمال أمريكي، ولد في 1970 في روتشستر في الولايات المتحدة.